# Philipp Swiderski Maschinenbaufabrik
Das 1867 gegründete Unternehmen Philipp Swiderski Maschinenbaufabrik in (Leipzig-)Plagwitz produzierte vor allem Buchdruckmaschinen, Lithografie-Pressen und Dampfmaschinen. Nach mehrfachen Umfirmierungen gehörte das Werk zuletzt zum VEB Druckereimaschinenwerk Leipzig und wurde 1990 stillgelegt.

## Geschichte

### Die erste Fabrik
Im Jahr 1867 kaufte Philipp Swiderski eine Werkstatt an der Reudnitzer Straße in Leipzig und begann hier mit der Herstellung von Lederverarbeitungsmaschinen. Es folgte die Produktion von Buchdruck-Schnellpressen und Lithografie-Pressen. Im Jahr 1871 siedelte er mit seinem Unternehmen an die Talstraße über. Ab 1875 kam hier die Produktion von Dampfmaschinen hinzu. 1880 wurde die Produktionspalette um Lokomobile erweitert.

### Die neue Fabrik

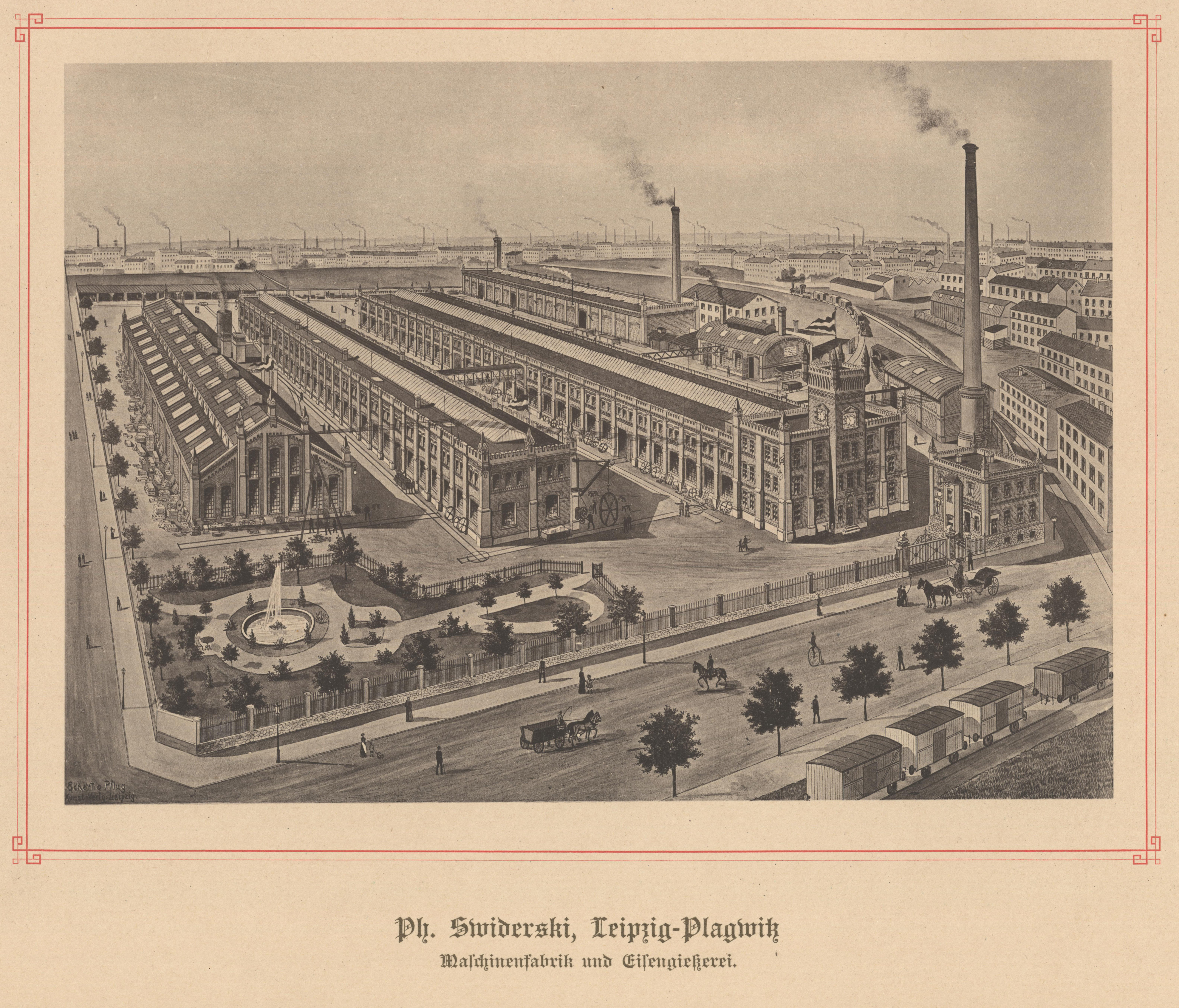
Neue Fabrik, Grafik 1893

Da das Werksgelände am alten Standort nicht erweiterbar war, wurde 1888 in einem entstehenden Industriegebiet in Leipzig-Plagwitz auf dem Grundstück Zschochersche Straße 78 eine neue Fabrik im neogotischen Stil errichtet. 1892 wurde die Fabrik um ein Gießereigebäude erweitert. Im gleichen Jahr wurde die Produktion von Petroleummotoren aufgenommen. Im Jahr 1894 wurde das Unternehmen in eine Aktiengesellschaft umgewandelt; Swiderski war der Hauptaktionär. Um 1897 trat das Unternehmen unter der Firma Leipziger Dampfmaschinen- & Motorenfabrik vormals Ph. Swiderski auf. Am 4. Januar 1900 wurde das Unternehmen unter der neuen Firma Maschinenbau-AG vorm. Ph. Swiderski in das Handelsregister eingetragen. 
Am 16. Oktober 1916 übernahm die Industriewerke GmbH das Unternehmen, seitdem konzentrierte man sich auf den Bau von Druckpressen. Am 19. März 1921 übernahm das 1908 gegründete Unternehmen Schröder, Spiess & Co. das Werk. Hergestellt wurden jetzt neben Druckmaschinen auch Falzmaschinen und Bogenanlegermaschinen. 1927 führte das Unternehmen die Firma Georg Spiess Maschinenfabrik.

### Nach 1945
Das unter der Firma Georg Spiess GmbH eingetragene Unternehmen wurde 1953 verstaatlicht, die Firma wurde in VEB Bogenanlegerwerk geändert. Im Zug der Zusammenlegung verschiedener Volkseigener Betriebe wurde das Werk ab dem 1. Januar 1960 als Betriebsteil III dem VEB Druckmaschinenwerk Leipzig zugeordnet.
Nach der Wende wurde der Betrieb eingestellt und das Gelände kam unter die Verwaltung der Treuhand-Liegenschaftsgesellschaft mbH. Mitte der 1990er Jahre wurde das Gelände an die Rübesam Verwaltungs-GmbH verkauft.